# Let Go (album, Avril Lavigne)
Let Go je debutové album kanadské pop rockové zpěvačky Avril Lavigne, které vyšlo 4. června 2002. Album se stalo velmi úspěšným a po celém světě se prodalo přes 16 milionů kusů.

## Seznam písní
1. Losing Grip - 3:53
2. Complicated - 4:05
3. Sk8er Boi - 3:23
4. I'm with You - 3:44
5. Mobile - 3:31
6. Unwanted - 3:40
7. Tomorrow - 3:48
8. Anything but Ordinary - 4:12
9. Things I'll Never Say - 3:43
10. My World - 3:27
11. Nobody's Fool - 3:57
12. Too Much to Ask - 3:45
13. Naked - 3:27

## Umístění ve světě
| Hitparáda      | Umístění |
| -------------- | -------- |
| Velká Británie | 1        |
| Kanada         | 1        |
| Austrálie      | 1        |
| USA            | 2        |
| Německo        | 2        |
| Francie        | 13       |

| Prodejnost | Počet      |
| ---------- | ---------- |
| Celkem     | 15,000,000 |